# Coptosia chehirensis
Coptosia chehirensis là một loài bọ cánh cứng trong họ Cerambycidae.